# Liste der Kreisstraßen im Landkreis Esslingen
Diese Liste enthält die Kreisstraßen im baden-württembergischen Landkreis Esslingen.

## Abkürzungen
- K: Kreisstraße
- L: Landesstraße

## Liste
Die Kreisstraßen behalten die ihnen zugewiesene Nummer nicht bei einem Wechsel in einen anderen Stadt- oder Landkreis. Nicht vorhandene bzw. nicht nachgewiesene Kreisstraßen sind kursiv gekennzeichnet, ebenso Straßen und Straßenabschnitte, die unabhängig vom Grund (Herabstufung zu einer Gemeindestraße oder Höherstufung) keine Kreisstraßen mehr sind.
Der Straßenverlauf wird in der Regel von Nord nach Süd und von West nach Ost angegeben.
| Nr.    | Verlauf |
| ------ | --- |
| K 1200 | L 1250 in Oberboihingen – in Reudern |
| K 1201 | L 1200 in Holzmaden – K 1202 – Kreisgrenze – (K 1427 im Landkreis Göppingen)                                                                                           |
| K 1202 | K 1265 in Ohmden – K 1201 in Holzmaden |
| K 1203 | (K 1420 im Landkreis Göppingen) – Kreisgrenze – K 1265 in Ohmden |
| K 1204 | L 1200 in Ötlingen – Lindorf – |
| K 1205 | L 1200 in Ötlingen – L 1207 – Notzingen – L 1201 – Wellingen – Kreisgrenze – (K 1423 im Landkreis Göppingen)                                                           |
| K 1206 | L 1192 in Reichenbach an der Fils – L 1201 |
| K 1207 | L 1201 in Hochdorf – Kreisgrenze – (K 1422 im Landkreis Göppingen) |
| K 1208 | L 1150 in Baltmannsweiler – L 1192 in Reichenbach an der Fils |
| K 1209 | (K 1865 im Rems-Murr-Kreis) – Kreisgrenze – L 1151 – Kreisgrenze – (K 1412 im Landkreis Göppingen)                                                                     |
| K 1210 | (K 1862 im Rems-Murr-Kreis) – Kreisgrenze – L 1150 in Baltmannsweiler                                                                                                  |
| K 1211 | – L 1250 |
| K 1212 | (K 1864 im Rems-Murr-Kreis) – Kreisgrenze – Aichelberg – L 1201 in Schanbach                                                                                           |
| K 1213 | L 1199 – K 1214 – K 1267 |
| K 1214 | K 1213 – Liebersbronn – Hegensberg – L 1150 in Oberesslingen |
| K 1215 | L 1192 – Sirnau – L 1204 |
| K 1217 | (K 9508 in Stuttgart) – Kreisgrenze – K 1218 – Kemnat – L 1192 |
| K 1218 | L 1200 – K 1217 in Kemnat |
| K 1219 | L 1200 in Wendlingen am Neckar – Unterensingen – Zizishausen – K 1220 – L 1250                                                                                         |
| K 1220 | in Oberensingen – K 1219 in Zizishausen |
| K 1221 | Hardt – L 1205 |
| K 1222 | L 1205 in Wolfschlugen – L 1185 in Grötzingen |
| K 1223 | K 1225 – Harthausen – L 1185 in Grötzingen |
| K 1224 | Plattenhardt – L 1209 – Bonlanden – / |
| K 1225 | L 1192 – Sielmingen – / – K 1224 – Bonlanden – K 1223 – – L 1185 in Aich                                                                                               |
| K 1226 | L 1208 in Echterdingen – Stetten – K 1255 – Plattenhardt |
| K 1227 | L 1192 in Leinfelden – L 1208 |
| K 1228 | L 1185 in Aich – K 1256 in Neckartailfingen |
| K 1229 | K 1257 in Neckartailfingen – K 1230 |
| K 1230 | in Neckarhausen – K 1229 – Raidwangen – K 1231 |
| K 1231 | – K 1230 – Großbettlingen – K 1232 – nordwestliche Strecke – K 1232 – K 1233 – K 1257 – Bempflingen – K 1258 – K 1259 – Kreisgrenze – (K 6763 im Landkreis Reutlingen) |
| K 1232 | K 1231 – Großbettlingen – K 1231 |
| K 1233 | K 1257 in Altdorf – K 1231 |
| K 1234 | L 1208b in Neckartenzlingen – K 1257 in Altdorf |
| K 1235 | K 1256 in Schlaitdorf – K 1237 – in Neckartenzlingen |
| K 1236 | (K 6716 im Landkreis Reutlingen) – Kreisgrenze – Altenriet – K 1237 – in Neckartenzlingen                                                                              |
| K 1237 | K 1235 – K 1236 in Altenriet |
| K 1238 | (K 6715 im Landkreis Reutlingen) – Kreisgrenze – K 1258 in Bempflingen                                                                                                 |
| K 1239 | – Tischardt – K 1240 – L 1250 in Frickenhausen |
| K 1240 | K 1239 in Tischardt – L 1210 in Kohlberg |
| K 1241 | L 1210 – Kappishäusern – K 1242 – Kreisgrenze – (K 6712 im Landkreis Reutlingen)                                                                                       |
| K 1242 | L 1210 – K 1241 in Kappishäusern |
| K 1243 | in Nürtingen – Sonnenhof – L 1210 |
| K 1244 | Wanderparkplatz Hohenneuffen – K 1262 in Erkenbrechtsweiler |
| K 1246 | Krebsstein – L 1212 in Schopfloch |
| K 1247 | L 1212 – Kreisgrenze – (K 1430 im Landkreis Göppingen) |
| K 1248 | in Owen – K 1249 – Wanderparkplatz Bölle |
| K 1249 | K 1248 – Wanderparkplatz Hörnle – … – K 1251 in Bissingen an der Teck – K 1250                                                                                         |
| K 1250 | in Dettingen unter Teck – Guckenrain – Nabern – K 1251 – K 1252 – K 1249 – K 1253 – Ochsenwang – K 1254 – L 1212                                                       |
| K 1251 | K 1250 – K 1249 in Bissingen an der Teck |
| K 1252 | K 1250 – Egelsberg – L 1200 in Weilheim an der Teck |
| K 1253 | K 1250 – Diepoldsburg |
| K 1254 | K 1250 in Ochsenwang – L 1212 |
| K 1255 | L 1226 in Stetten – – L 1208a |
| K 1256 | (K 6764 im Landkreis Reutlingen) – Kreisgrenze – Schlaitdorf – K 1235 – – K 1228 – K 1257 in Neckartailfingen                                                          |
| K 1257 | K 1256 in Neckartailfingen – Altdorf – K 1233 – K 1234 – K 1231 |
| K 1258 | /L 1208b – Bempflingen – K 1238 – K 1231 |
| K 1259 | K 1231 in Bempflingen – Kleinbettlingen – Kreisgrenze – (K 6761 im Landkreis Reutlingen)                                                                               |
| K 1260 | (K 6761 im Landkreis Reutlingen) – Kreisgrenze – L 1210 in Kohlberg |
| K 1261 | L 1250 in Linsenhofen – L 1210 in Beuren |
| K 1262 | L 1210 – Erkenbrechtsweiler – K 1264 – K 1244 – K 1263 |
| K 1263 | (K 6760 im Landkreis Reutlingen) – Kreisgrenze – K 1262 – Kreisgrenze – (K 6759 im Landkreis Reutlingen)                                                               |
| K 1264 | K 1262 in Erkenbrechtsweiler – Hochwang – in Unterlenningen |
| K 1265 | L 1200 in Jesingen – Ohmden – K 1202 – K 1203 – Kreisgrenze – (K 1445 im Landkreis Göppingen)                                                                          |
| K 1266 | L 1207/L 1250 – L 1200 in Köngen |
| K 1267 | L 1201 in Aichschieß – K 1213 – L 1150 |
| K 1269 | L 1200 in Ruit auf den Fildern – Scharnhausen – L 1192 – L 1204 |
| K 1270 | (K 9513 in Stuttgart) – Kreisgrenze – Mettingen – K 1271 – L 1199 in Esslingen am Neckar                                                                               |
| K 1271 | K 1270 in Mettingen – |
| K 1272 | /L 1192 – Flughafen Stuttgart – Kreisgrenze – (K 9515 in Stuttgart) – Kreisgrenze – Airport Busterminal am Flughafen Stuttgart – Kreisgrenze – (K 9515 in Stuttgart)   |